# Каменистое (нефтяное месторождение)
Каменистое — нефтяное месторождение в Мангыстауской области Казахстана. Открыто в 1986 году. Разрабатывается с 2008 года. Начальные запасы нефти оцениваться 20 млн тонн.
Нефтеносность связана с отложениями триасового возраста. Плотность нефти составляет 0,859 г/см3 или 33,1° API.
Оператором месторождение является казахстанская нефтяная компания ТОО «Каменистое».